# Laudate Dominum (Berthier)
Laudate Dominum (Lovprisa Herren) är en psalm med text hämtad ur Psaltaren 117:1 och musik skriven 1981 av Jacques Berthier vid kommuniteten i Taizé.

## Publicerad i
- Psalmer och Sånger 1987 som nummer 864 under rubriken "Psaltarpsalmer och andra sånger ur Bibeln".[1]